# Тройхтлинген
Тройхтлинген (нем. Treuchtlingen) — город в Германии, в земле Бавария. 
Подчинён административному округу Средняя Франкония. Входит в состав района Вайссенбург-Гунценхаузен.  Население составляет 12 778 человек (на 31 декабря 2010 года). Занимает площадь 103,00 км². Официальный код  —  09 5 77 173.

## Население
По оценке на 31 декабря 2015 года население общины Тройхтлинген составляет 12 781 чел. 

| Дата      | 1840 | 1871 | 1900 | 1925 | 1939 | 1950  | 1961  | 1970  | 1987  | 2011  |
| --------- | ---- | ---- | ---- | ---- | ---- | ----- | ----- | ----- | ----- | ----- |
| Население | 5282 | 5762 | 7229 | 8657 | 8695 | 12047 | 12146 | 12761 | 12285 | 12565 |

| Год       | 1960  | 1970  | 1980  | 1990  | 2000  | 2009  | 2010  | 2011  | 2012  | 2013  | 2014  | 2015  |
| --------- | ----- | ----- | ----- | ----- | ----- | ----- | ----- | ----- | ----- | ----- | ----- | ----- |
| Население | 11988 | 12706 | 12009 | 12989 | 13398 | 12793 | 12778 | 12534 | 12496 | 12576 | 12566 | 12781 |

## Достопримечательности
- Городской Дворец в котором родился Готфрид Паппенгейм
- Городской Замок
- Этнографический музей
- Военное кладбище на Нагелберг
- Еврейское кладбище